# Campanile (zoologia)
Campanile P. Fischer, 1884 è un genere di molluschi gasteropodi della sottoclasse Caenogastropoda. È l'unico genere della famiglia Campanilidae.

## Descrizione
La conchiglia dei Campanile è grande, turrita, allungata e con vortici dai lati dritti o leggermente convessi e sutura moderatamente incisa. Vortice del corpo bruscamente troncato. Guscio con periostraco esterno gessoso e cancellato che forma una superficie microscopica e bucherellata. Linee di crescita sinuose. Apertura stretta, fusiforme e con un angolo di 45° rispetto all'asse del guscio. Canale sifonale anteriore moderatamente lungo, leggermente attorcigliato a sinistra.
Labbro esterno sottile, liscio e sinuoso con una tacca anale. La base del labbro esterno si estende sul canale sifonale anteriore. Columella liscia, concava. Scultura della conchiglia delle prime spirali composta da corde a spirale e file a spirale di noduli; i vortici successivi sono generalmente lisci. Protoconca liscia, con 2,5 vortici. Opercolo ovato, corneo, paucispirale con nucleo eccentrico. Radula tenioglossa con formula radulare: 2+1+1+1+2.
Sessi separati, maschi privi di pene, gonodotti palliai aperti, ghiandola dell'albume grande, ricettacolo seminale proiettato nel pericardio. Le femmine depongono le uova costituiti da stringhe gelatinose con grandi uova. Ctenidio monopectinato, osfradio corto, bipectinato. Coppia di ghiandole salivari davanti all'anello nervoso. Stomaco privo di stilo.
I Campanilidae apparvero nel tardo Cretaceo fino all'età terziaria come la maggior parte delle altre importanti famiglie Cerithiacea. Ogni famiglia si irradiava in una specifica nicchia adattativa ed è rimasta essenzialmente la stessa nell'ecologia e nella fisionomia generale dei suoi membri. Sebbene i Campanilidae fossero abbondanti nel Paleocene e nell'Eocene, è l'unica famiglia Cerithiacea ad aver subito una grave diminuzione di specie fino alla quasi estinzione. Le lumache campanilidi erano gli animali più grandi della superfamiglia ed erano senza dubbio pascolatori di microalghe nelle acque poco profonde della Tetide. Un'ipotesi per la scomparsa dei Campanilidi è la competizione trofica con un altro gruppo di grandi gasteropodi erbivori, gli Strombidi, che si stabilirono tra la fine dell'Eocene e l'inizio del Miocene e fiorirono in una nicchia ecologica simile.
Durante il primo Terziario, i generi della famiglia Campanilidae erano un gruppo di molte specie che erano comuni nella Tetide. C'è una vasta letteratura su questi spettacolari fossili di gasteropodi. Alcune specie, come il Campanile giganteum, hanno raggiunto una notevoli dimensioni e sono tra i più grandi gasteropodi mai registrati. Ad oggi la famiglia è rappresentata da un'unica specie vivente: il Campanile symbolicum.
Questa specie abita nella zona subtidale di acque poco profonde dell'Australia sudoccidentale, ed è comune nella sua area limitata di diffusione. Sebbene sia piuttosto grande per la sua famiglia e una specie relitta non è ben noto ai malacologi ed è scarsamente rappresentato nelle collezioni dei musei al di fuori dell'Australia.

## Tassonomia

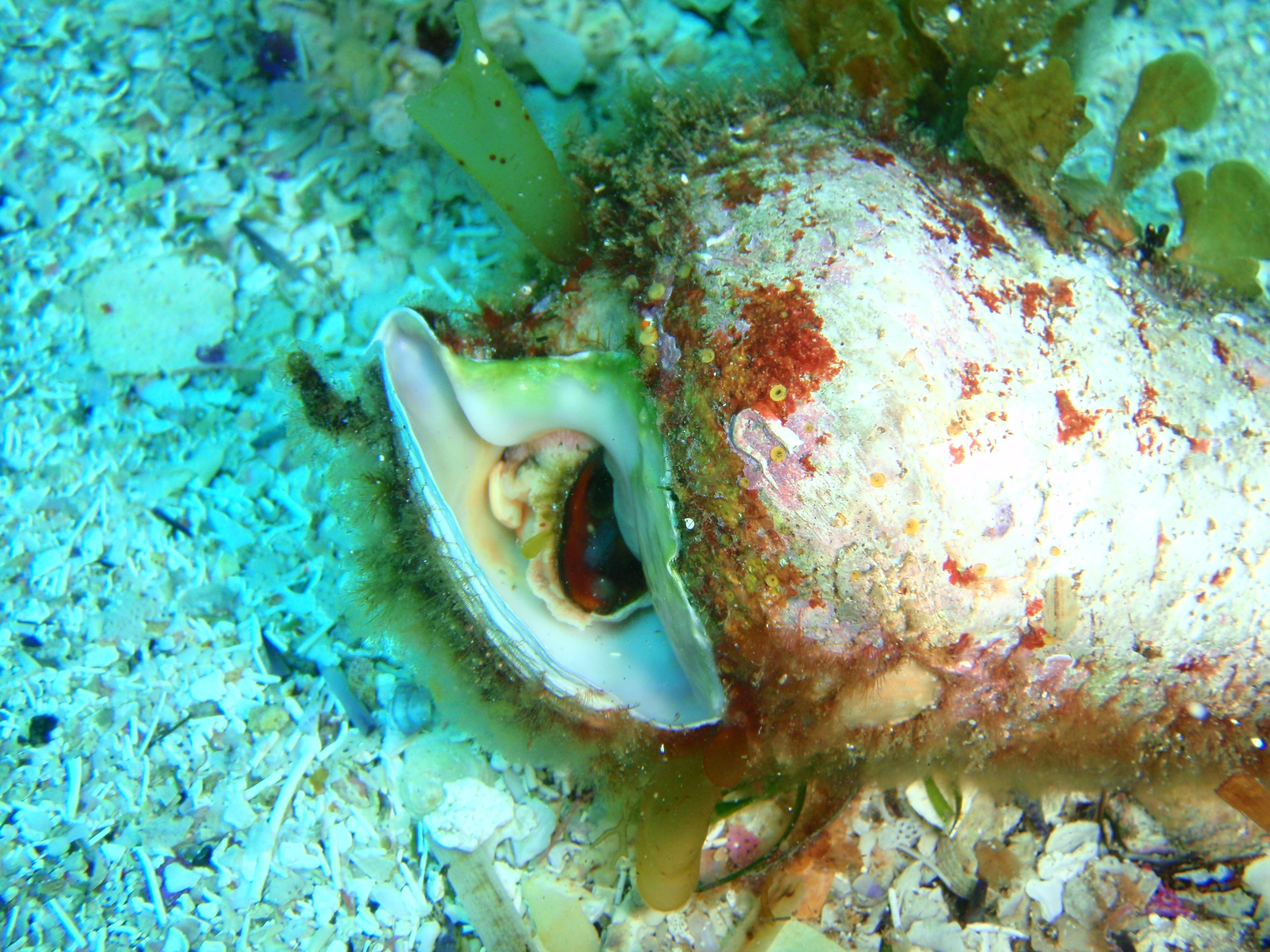
Campanile symbolicus (North west bay, Mondrain Island, Australia Occidentale)

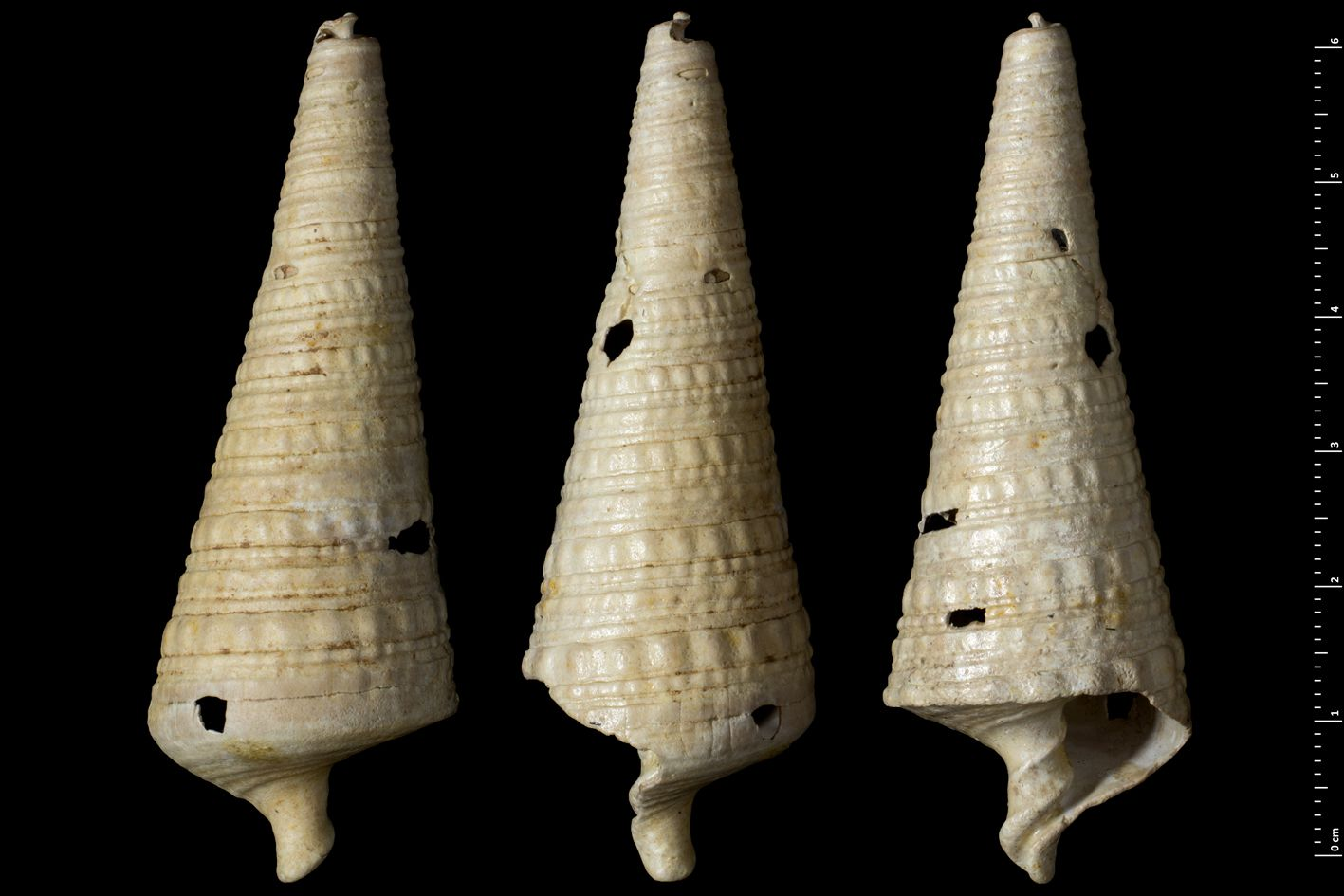
Fossile di Campanile auvertianum (Le Limon, Senna e Marna, Francia)

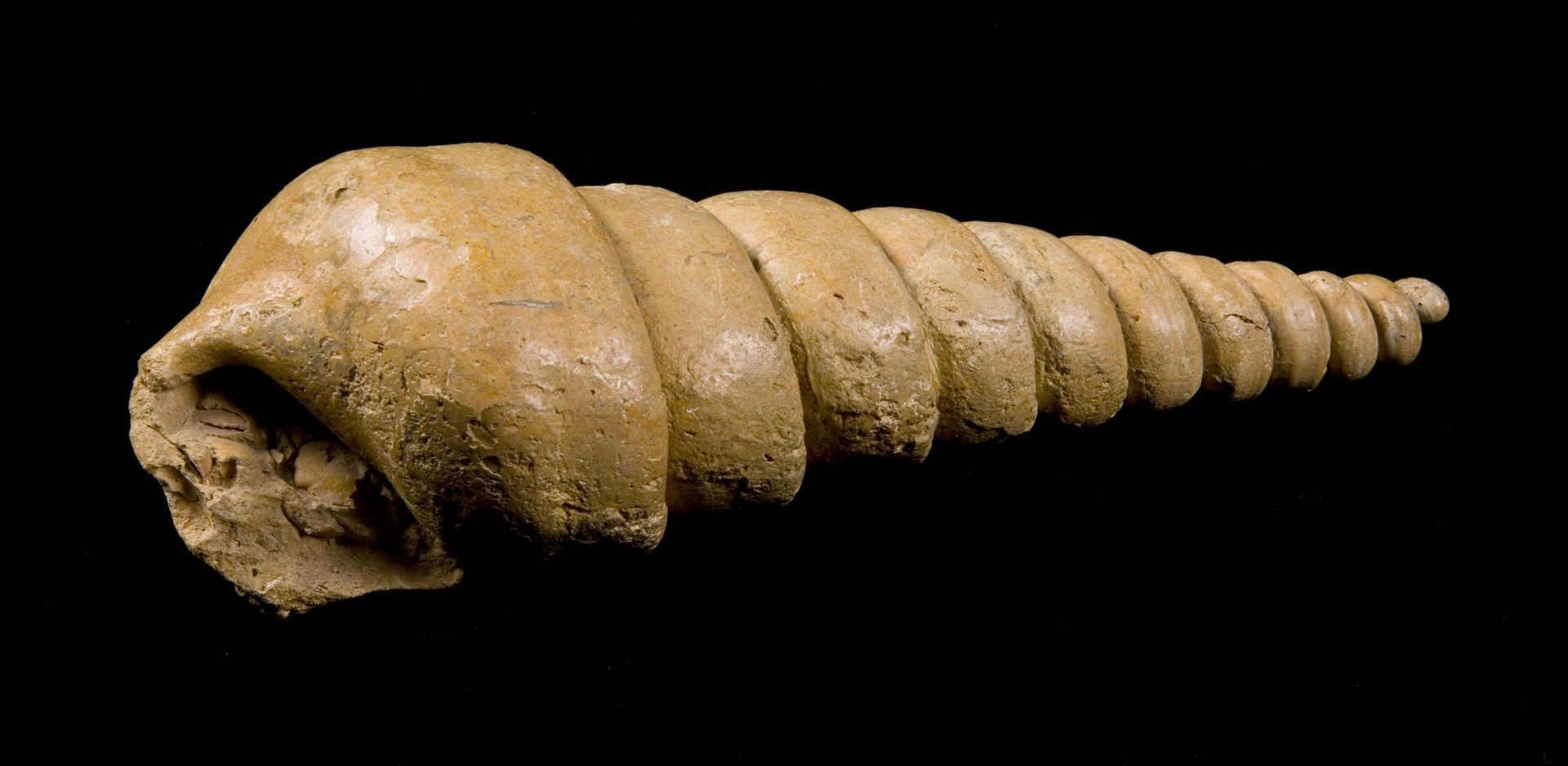
Fossile di Campanile giganteum (Bacino parigino, Francia)

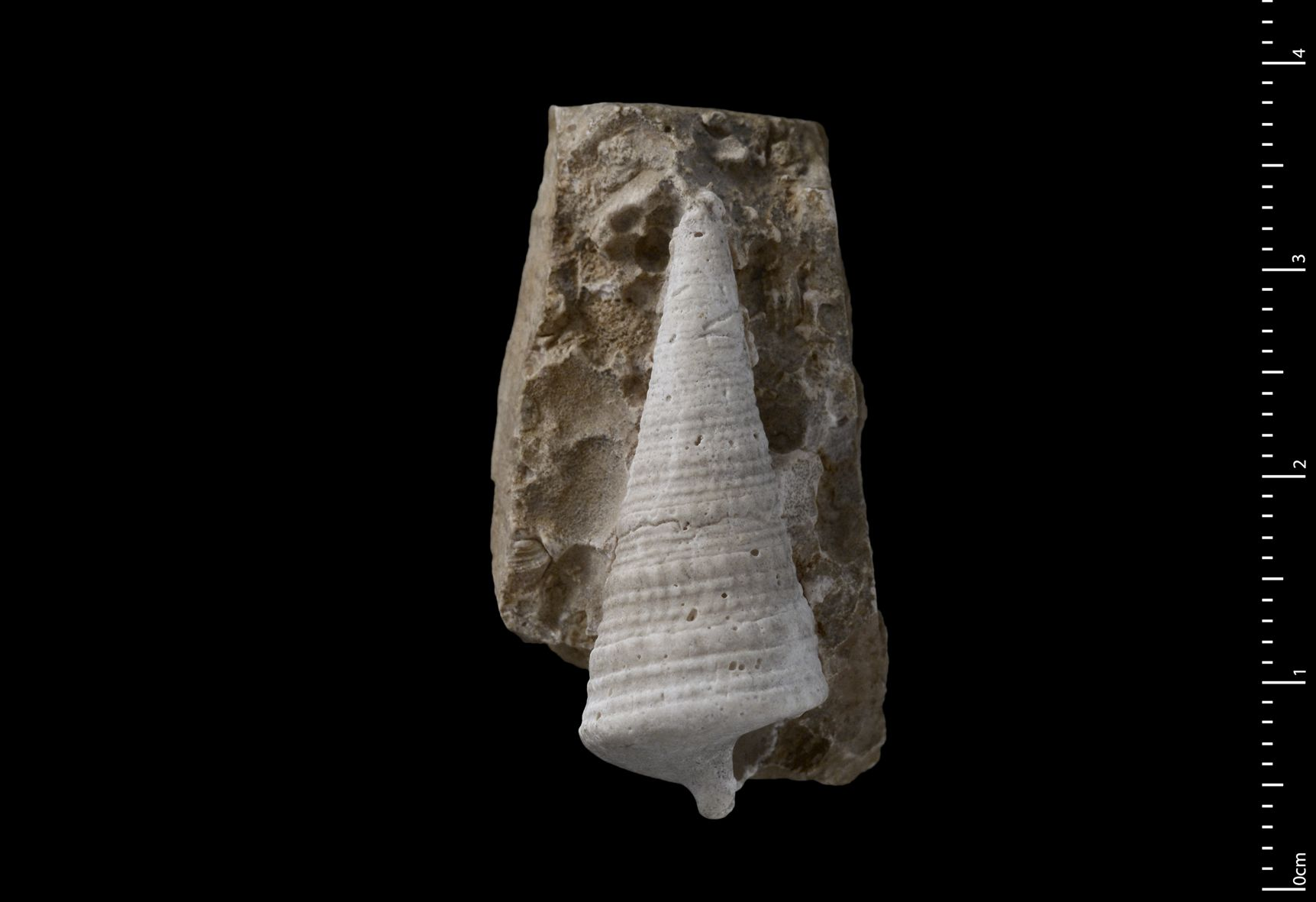
Fossile di Campanile uniplicatum (Montainville, Île-de-France, Francia)

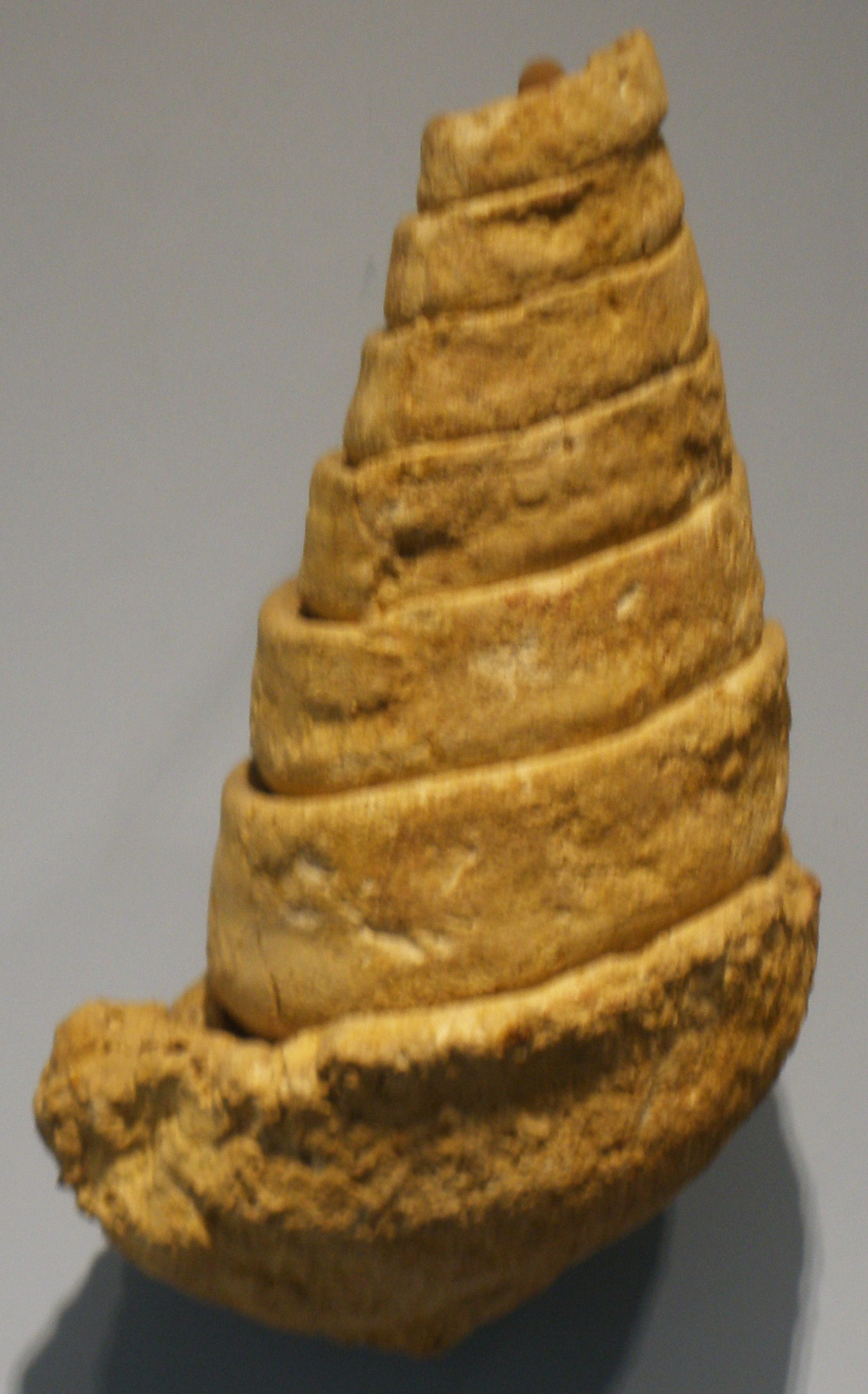
Fossile di Campanile vicetinum (Museo dei fossili di Bolca, Italia)

In passato il genere Campanile, in base ai caratteri derivati dalla conchiglia, dall'opercolo e dalla radula, era stato classificato nella superfamiglia Cerithiacea. Successivamente, sulla base di caratteristiche anatomiche dei sistemi sensoriale, riproduttivo, alimentare e nervoso, uniche tra i Cerithiacea, si è convenuto di assegnarlo a una famiglia separata, i Campanilidae.
L’unica specie esistente di Campanile è:
- Campanile symbolicum Iredale, 1917.

Il genere ammette tuttavia una serie di specie estinte:
- † Campanile auvertianum (d'Orbigny 1850)
- † Campanile charpentieri (Basterot, 1825)
- † Campanile cornucopiae (J. Sowerby, 1818)
- † Campanile defrenatum (de Gregorio, 1896)
- † Campanile giganteum (Lamarck, 1804)
- † Campanile hahajimense  Noda & Tanaka, 1996
- † Campanile hebertianum (d'Orbigny, 1850)
- † Campanile inauguratum (Stoliczka, 1867)
- † Campanile lachesis (Bayan, 1870)
- † Campanile leymeriei (d'Archiac, 1850)
- † Campanile martini Matsubara, 2009
- † Campanile pseudoobeliscus  (Grateloup, 1832)
- † Campanile triseriale Basedow, 1902
- † Campanile uniplicatum (d'Orbigny, 1850)
- † Campanile vicetinum (Bayan, 1870)
- † Campanile virginiense  Ludbrock, 1971
- † Campanile zakhoense Harzhauser, Hoşgör & Pacaud, 2013